# Gamba Osaka
Gamba Osaka (ガンバ大阪, Ganba Ōsaka) je japanski nogometni klub iz grada Suita iz prefekture Osaka.
Klub je osnovan 1980. pod imenom Matsushita Electric Industrial Co., Ltd. soccer club. Sadašnje ime nosi od 1991. Gamba je jedan od samo šest klubova koji se natjecao u J. League još od njenog osnutka 1993. Najveći uspjesi kluba u domaćim natjecanjima su osvajanje J. League 2005., te kupa i superkupa 2007., a u međunarodnim osvajanje AFC Lige prvaka i Pan-pacifičkog prvenstva 2008., te treće mjesto na Svjetskom klupskom prvenstvu 2008.
Klupski uspjesi
J1 League
domaći
Gamba Osaka 
```
   J1 League
       Pobjednici (2): 2005, 2014
       Drugoplasirani (2): 2010, 2015
   J. Liga kupa
       Pobjednici (2): 2007, 2014
       Drugoplasirani (3): 2005, 2015, 2016
   Carev Kup
       Pobjednici (4): 2008, 2009, 2014, 2015
       Drugoplasirani (1): 2006
   Japanski Superkup
       Pobjednici (2): 2007, 2015
       Drugoplasirani (4): 2006, 2009, 2010, 2016
   J2 League
       Prvak (1): 2013
```

Matsushita (Amateur era)
```
    Japan Senior nogometno prvenstvo
       Pobjednici (1): 1983
   Japanska nogometna liga Divizija 2
       Pobjednici (1): 1985-86
   Carev Kup:
       Pobjednici (1): 1990
```

## Treneri
| Trener             | Drž. | Period        |
| ------------------ | ---- | ------------- |
| Kunishige Kamamoto |      | 1992. – 1994. |
| Siegfried Held     |      | 1995.         |
| Josip Kuže         |      | 1996. – 1997. |
| Friedrich Koncilia |      | 1997. – 1998. |
| Frédéric Antonetti |      | 1998. – 1999. |
| Hiroshi Hayano     |      | 1999. – 2001. |
| Kazuhiko Takemoto  |      | 2001.         |
| Akira Nishino      |      | 2002. – 2011. |
| José Carlos Serrão |      | 2012.         |
| Masanobu Matsunami |      | 2012. – 2013. |
| Kenta Hasegawa     |      | 2013. -       |

## Vanjske poveznice
- Službena stranica (engl.)